# الفرقة البحرية الثالثة (الولايات المتحدة)
الفرقة البحرية الثالثة تُختصر بالإنجليزية إلى (3rd MARDIV) هي فرقة مشاة بحرية تابعة لسلاح مشاة البحرية الأمريكية، يقع مقرها في في كامب كورتني، في معسكر قاعدة سميدلي دي بتلر التابع لمشاة البحرية في أوكيناوا، اليابان.

## وصلات خارجية
- 3rd Marine Division official website
- O'Brien، Cyril J. (1994). "Ashore in the North". LIBERATION: Marines in the Recapture of Guam. Marine Corps Historical Center. مؤرشف من الأصل (brochure) في 2022-01-09. اطلع عليه بتاريخ 2007-01-01.
- 3d Marine Division Association website
- History of the 3d Marine Division نسخة محفوظة 23 فبراير 2009 على موقع واي باك مشين.
- Jewett، Rus. "Gruntfixer: An accounting of my experiences as a Hospital Corpsman attached to "Ripley's Raiders" Lima Company 3rd Battalion 3rd Marines – 1967". مؤرشف من الأصل في 2022-09-09.